# حاجي أباد (غرغين)
حاجي أباد (بالفارسية: حاجی آباد) هي منطقة سكنية تقع في إيران في كردستان. يقدر عدد سكانها بـ 71 نسمة بحسب إحصاء 2016.